# 국도 제82호선 (미국)

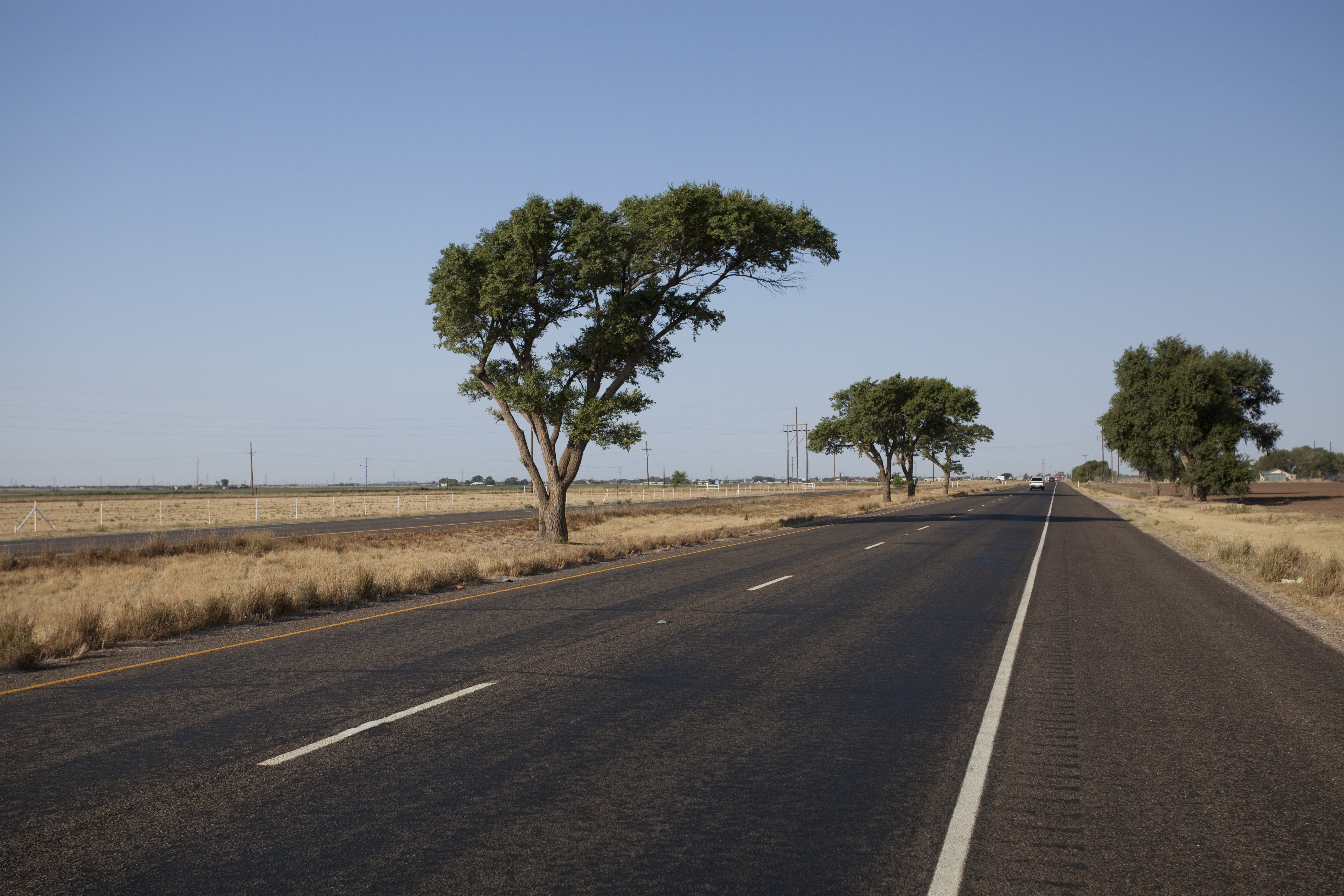
텍사스주 서부 래노에스터카도의 고원 지대를 가로지르는 US 82의 모습.

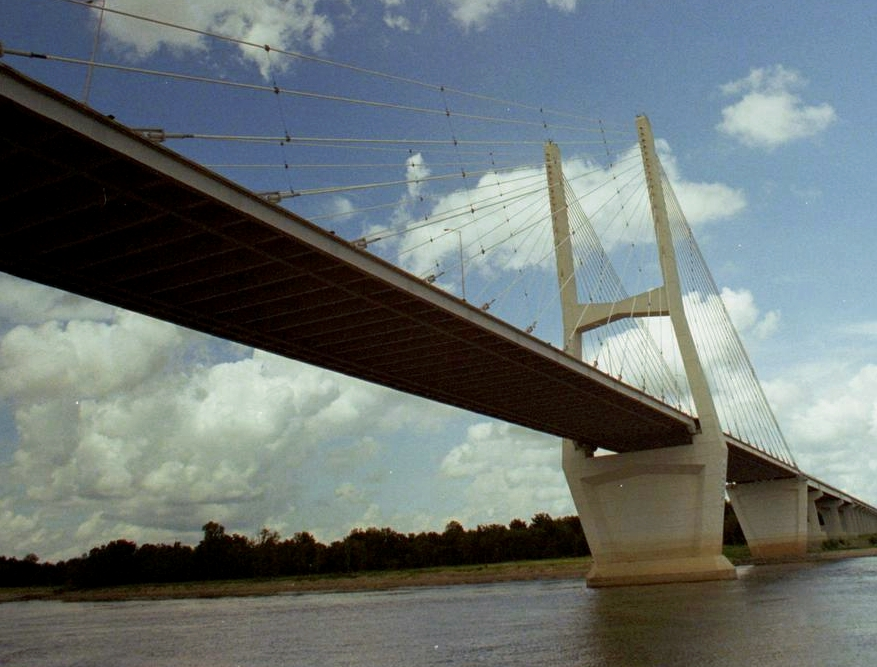
아칸소주와 미시시피주를 사이에 둔 사장교인 그린빌 대교의 전경.

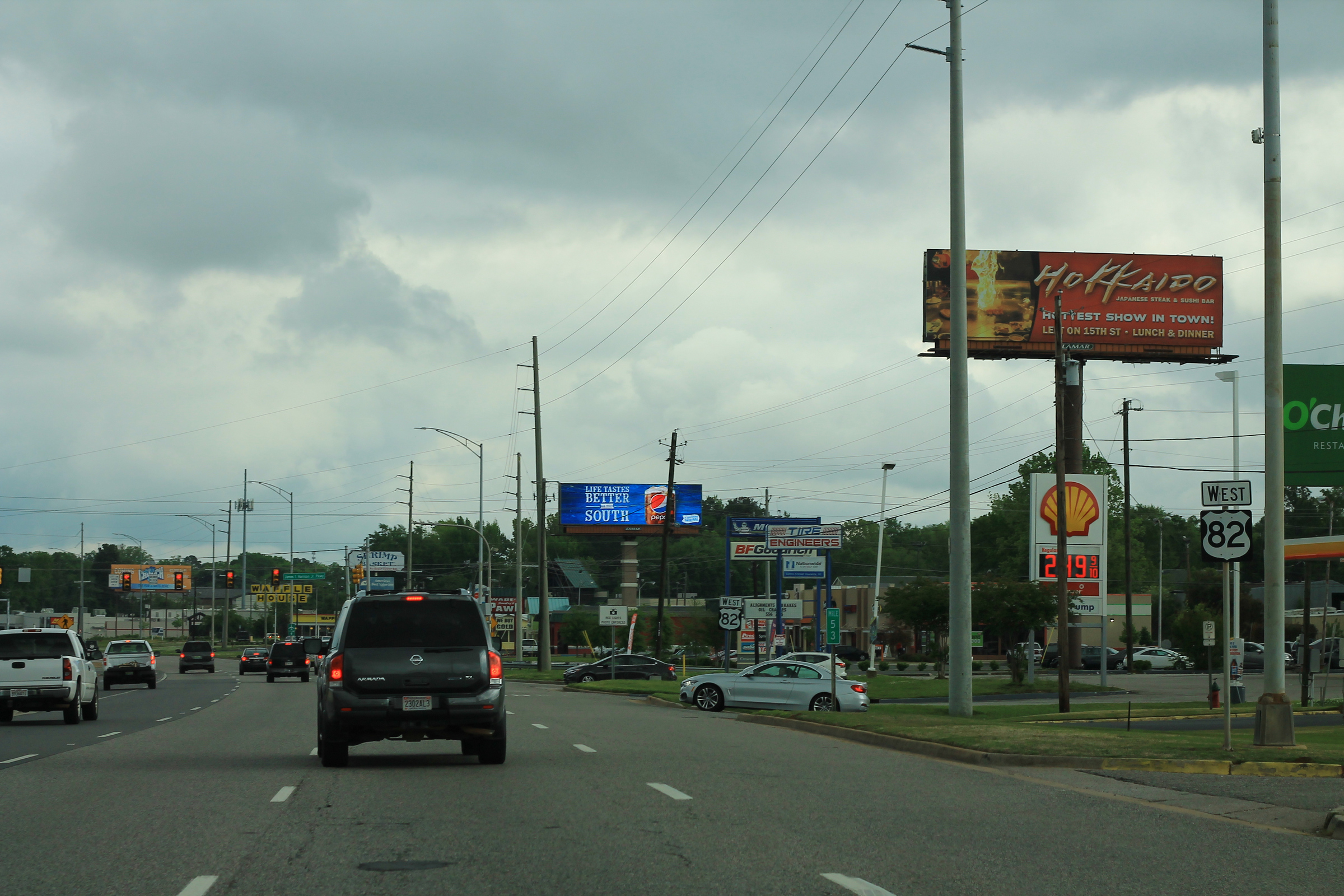
터스컬루사의 맥팔랜드 대로(미국 82번 국도의 서부 구간) 전경.

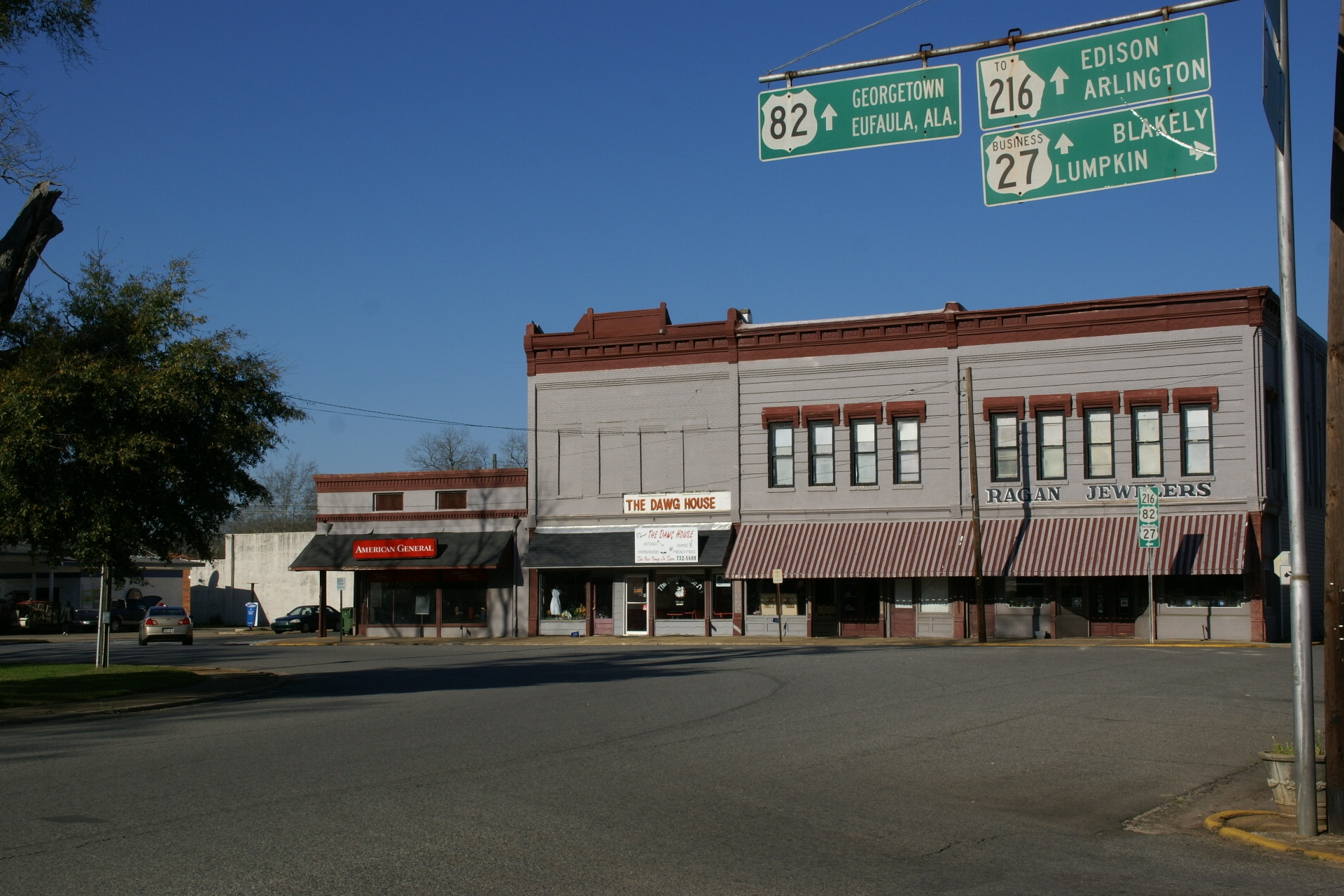
커스버스 메인 광장에서 US 27, US 82번 국도가 서로 교차하고 있는 모습. 버스 정류장과 교차로가 뒤섞여 있는 배경으로 보인다.

국도 제82호선(U.S. Route 82)은 뉴멕시코주의 앨라모고도에서 시작하여, 텍사스주와 아칸소주, 미시시피주를 거쳐 앨라배마주를 지나 조지아주의 브런즈윅까지 이어주는 총 연장 2,615 km의 거리를 가진 미국의 일반 국도이다. 그러나 이 국도 노선은 미국 본토의 대륙부를 동서로 이어주는 노선망으로, 6개의 주를 관통시키는 것으로 보이게 되며, 다른 미국 국도노선들보다 5년 늦은 1931년에 제정되어 있는 것으로 보인다. 그러니까 기점인 앨라모고도에서는 국도 제54호선·국도 제70호선과 같이 만나게 되며, 종점인 브런즈윅에서는 주간고속도로 제95호선과 접촉하고 있다. 다만 그 중에서 약 0.5 마일 구간은 국도 제17호선과 중복된 형태로 공용하는 구간도 적용되고 있다. 

## 장래
US 82(미국 82번 국도)는 장래에는 주간고속도로 제69호선과 연결될 예정에 있어, 잠재적으로 따지자면 미시시피주의 그린빌 (미시시피주)의 우회 도로망으로 공급될 가능성이 있다.

## 특수 도로망
현재 존재하고 있는 특수 노선은 12개가 존재하게 되는 US 82 노선망을 별도로 보유한다. 아칸소주에는 4곳, 텍사스주에도 4곳, 뉴멕시코주에는 2곳, 미시시피주와 조지아주에는 각각 1개의 노선망을 가지고 있다.